# فيلي أرمستيد
فيلي أرمستيد (بالإنجليزية: Willie Armstead)‏ هو لاعب كرة قدم أمريكية ولاعب كرة قدم كندية أمريكي، ولد في 10 أبريل 1952 في نيوبورت نيوز في الولايات المتحدة.